# Arditi (groupe)
Pour les articles homonymes, voir Arditi.
Arditi est un groupe suédois de musique martiale industrielle et néo-classique, originaire de Linköping, Östergötland.

## Histoire
La formation est composée de Henry Möller du groupe Puissance et de Mårten Björkman des groupes de black metal Algaion et Octinomos. Le groupe se forme en 2001 en prenant l'appellation d'Arditi, un corps spécial de l'armée italienne pendant la Première Guerre mondiale dont sont issus deux mouvements italiens des années 1920.
Ils sortent leur premier EP Unity of Blood en 2002, rapidement suivi de leur premier album Marching on to Victory en 2003. Depuis, Arditi sort trois autres albums : Spirit of Sacrifice en 2005, Standards of Triumph en 2006, et Omne Ensis Impera en 2008, ainsi que trois autres EP (notamment un split album avec Toroidh en édition limitée).

## Collaborations
Des contacts étroits existent avec le musicien industriel suédois Henrik « Nordvargr » Björkk, très connu dans le milieu. Nordvargr a non seulement collaboré de manière déterminante à l'album Omne Ensis Impera sorti en 2008, mais a également participé en 2004 avec son projet Toroidh à l'album split United in Blood.
Une autre collaboration musicale a eu lieu avec le célèbre groupe de black metal suédois Marduk : la mélodie de la chanson Deathmarch de l'album Plague Angel de Marduk est composée par Arditi, qui a réédité le titre en version instrumentale sans la piste de chant du chanteur de Marduk Mortuus sur son album Standards of Triumph.

## Discographie
- 2002 : Unity of Blood (EP ; Svartvintras Productions)
- 2003 : Marching on to Victory (Svartvintras Productions)
- 2003 : Jedem das Seine (single ; Miriquidi Productions)
- 2004 : United in Blood (split avec Toroidh ; Neuropa Records)
- 2005 : Spirit of Sacrifice (Blooddawn Productions)
- 2006 : Destiny of Iron (single ; Equilibrium Music)
- 2006 : Standards of Triumph (Equilibrium Music)
- 2008 : Omne Ensis Impera (Equilibrium Music)
- 2009 : Statues of Gods / Invictis Victi Victuri (split-EP avec Signa Inferre ; Equilibrium Music)
- 2011 : One Will (single; Equilibrium Music)
- 2011 : Leading the Iron Resistance (Equilibrium Music)
- 2014 : Nachlass der Vergessenen / Templets Heliga Härd (spli avec Atomtrakt ; Trutzburg Thule)
- 2014 : Imposing Elitism (cassette audio ; Temple of Death Productions)
- 2014 : Pylons of the Adversary (split avec Acherontas, Puissance et Shibalba; W.T.C. Productions)
- 2015 : March for the Gods (single; Neuropa Records)
- 2018 : Bloodtheism (démo sur Bandcamp)
- 2019 : Exaltation of the Past (compilation ; Steinklang Industries)
- 2020 : Insignia of the Sun (album)
- 2021 : Exaltation of the Past - Part II (compilation ; Blood Firmament)
- 2023 : Emblem of Victory (Blooddawn Productions)